# Ligonipes illustris
Ligonipes illustris là một loài nhện trong họ Salticidae.
Loài này thuộc chi Ligonipes. Ligonipes illustris được Ferdinand Karsch miêu tả năm 1878.